# Verbandsgemeinde Wittlich-Land
La comunità amministrativa Wittlich-Land (Verbandsgemeinde Wittlich-Land) si trova nel circondario di Bernkastel-Wittlich nella Renania-Palatinato, in Germania.
La comunità amministrativa è stata costituita il 1º luglio del 2014 dall'incorporazione dei comuni appartenenti alla comunità amministrativa di Manderscheid in quella di Wittlich-Land (1968-2014) dando però luogo ad un nuovo ente, pur omonimo del pre-esistente.

## Comuni
Fanno parte della comunità amministrativa i seguenti comuni:
| Comune, città                  | Sup. (km²) | Abitanti |
| ------------------------------ | ---------- | -------- |
| Altrich                        | 16,25      | 1 682    |
| Arenrath                       | 6,78       | 381      |
| Bergweiler                     | 13,22      | 863      |
| Bettenfeld                     | 17,29      | 667      |
| Binsfeld                       | 9,95       | 1 297    |
| Bruch                          | 8,64       | 488      |
| Dierfeld                       | 1,55       | 9        |
| Dierscheid                     | 2,43       | 172      |
| Dodenburg                      | 3,84       | 93       |
| Dreis                          | 11,25      | 1 381    |
| Eckfeld                        | 12,73      | 365      |
| Eisenschmitt                   | 10,81      | 309      |
| Esch                           | 2,29       | 424      |
| Gipperath                      | 4,87       | 232      |
| Gladbach                       | 3,60       | 336      |
| Greimerath                     | 3,76       | 258      |
| Großlittgen                    | 13,20      | 1 018    |
| Hasborn                        | 6,18       | 589      |
| Heckenmünster                  | 4,89       | 144      |
| Heidweiler                     | 10,33      | 166      |
| Hetzerath                      | 13,84      | 2 445    |
| Hupperath                      | 4,11       | 633      |
| Karl                           | 10,46      | 199      |
| Klausen                        | 9,22       | 1 418    |
| Landscheid                     | 30,20      | 2 229    |
| Laufeld                        | 6,10       | 518      |
| Manderscheid, città            | 10,06      | 1 423    |
| Meerfeld                       | 13,21      | 356      |
| Minderlittgen                  | 8,18       | 716      |
| Musweiler                      | 3,05       | 46       |
| Niederöfflingen                | 8,17       | 429      |
| Niederscheidweiler             | 7,83       | 277      |
| Niersbach                      | 12,85      | 727      |
| Oberöfflingen                  | 7,44       | 265      |
| Oberscheidweiler               | 4,50       | 191      |
| Osann-Monzel                   | 16,58      | 1 744    |
| Pantenburg                     | 5,01       | 231      |
| Platten                        | 6,63       | 869      |
| Plein                          | 7,22       | 632      |
| Rivenich                       | 7,77       | 733      |
| Salmtal                        | 14,09      | 2 456    |
| Schladt                        | 4,96       | 141      |
| Schwarzenborn                  | 5,13       | 54       |
| Sehlem                         | 11,25      | 981      |
| Wallscheid                     | 5,97       | 342      |
| Verbandsgemeinde Wittlich-Land | 397,75     | 30 929   |

(Abitanti al 31 dicembre 2021)